# Vroedvrouwenschool

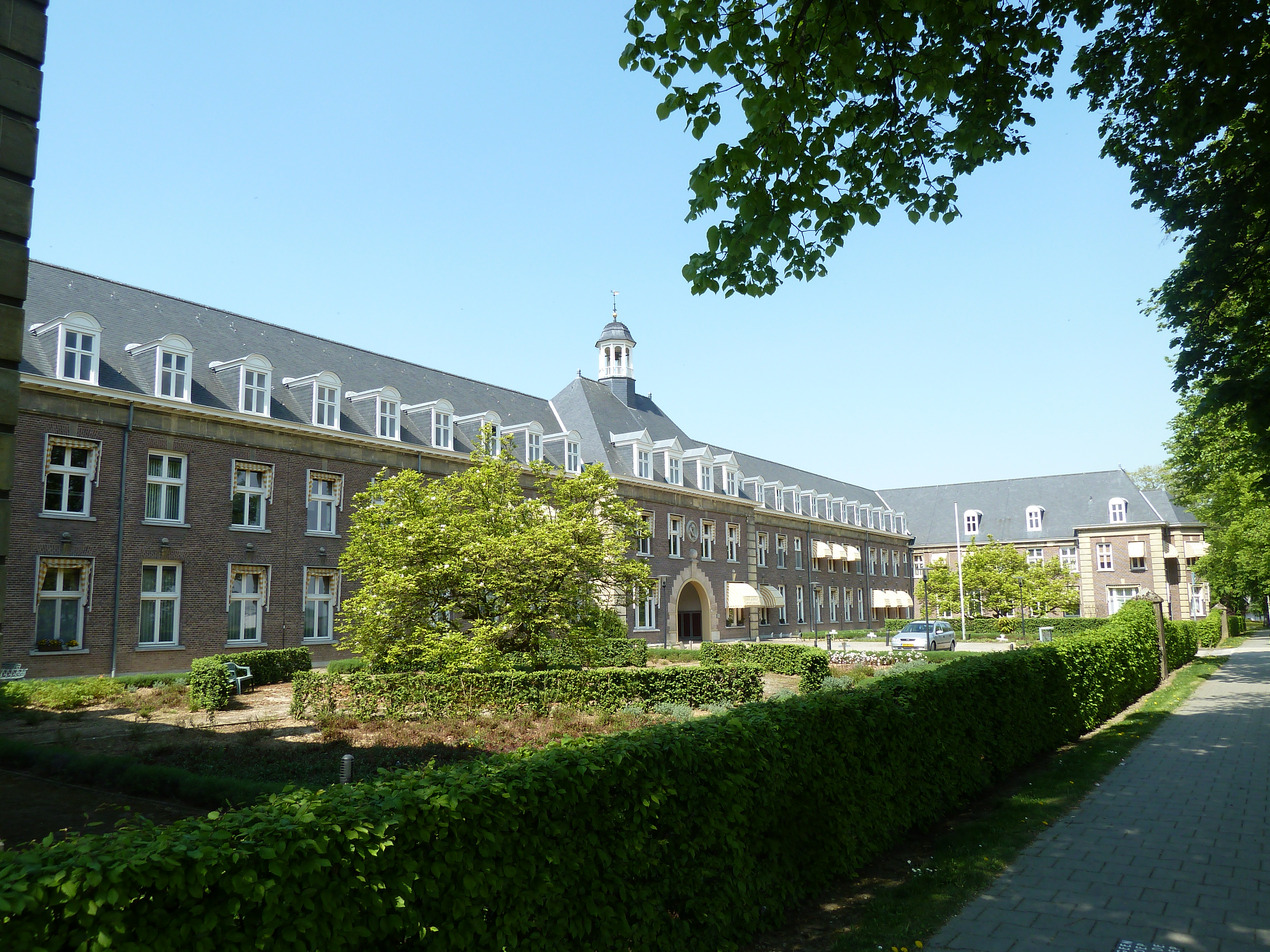
Vroedvrouwenschool

De Vroedvrouwenschool was een onderwijsinstelling in het Heerlense stadsdeel Heerlerbaan, gelegen aan Zandweg 180.

## Geschiedenis
De school, voluit Katholieke Kweekschool voor Vroedvrouwen genaamd, begon in 1913 aan de Akerstraat. Ze werd gesticht vanwege de toenmalige hoge kindersterfte in Limburg. Eén der initiatiefnemers was Peter Joseph Savelberg. De school grensde direct aan het toenmalige Sint-Jozefziekenhuis.
De school werd spoedig te klein, temeer omdat ook een doorgangshuis voor ongehuwde moeders aan het gebouw werd gevestigd. Jan Stuyt ontwierp nieuwbouw aan de Zandweg, nabij het Sint-Elisabethgesticht. Dit gebouw werd in 1923 geopend door Koningin Wilhelmina. 
Het complex, in neoclassicistisce stijl, omvatte een langwerpig verblijfsgebouw met poortgebouw, en in 1934 werd een kapel in dezelfde stijl aangebouwd.
In 1993 verhuisde de Vroedvrouwenschool naar Kerkrade en tegenwoordig is de opleiding ondergebracht bij het Academisch Ziekenhuis Maastricht.
Het gebouw, dat geklasseerd is als Rijksmonument, is sinds 1998 in gebruik als appartementencomplex voor ouderen en heet Parc Imstenrade.
Aan het gebouw bevindt zich een plaquette die herinnert aan de Oostenrijkse literator Thomas Bernhard, die er in 1931 geboren werd.  